# 栗原郡
- 令制国一覧 > 東山道 > 陸前国 > 栗原郡
- 日本 > 東北地方 > 宮城県 > 栗原郡

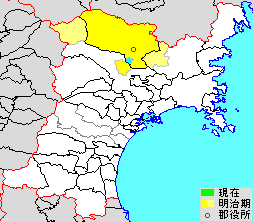
宮城県栗原郡の範囲（水色：一時的に他郡に編入された区域 薄黄：後に他郡に編入された区域）

栗原郡（くりはらぐん）は、宮城県（陸奥国・陸前国）にあった郡。

## 郡域
明治11年（1878年）に行政区画として発足した当時の郡域は、下記の区域にあたる。
- 大崎市の一部（古川小野、古川沢田、古川北宮沢、古川宮沢、古川清滝、古川清水沢、古川雨生沢、古川荒谷、古川川熊、古川長岡、古川小林、古川桜ノ目）
- 登米市の一部（石越町各町、南方町各町および迫町新田、迫町各町）
- 栗原市の全域

## 歴史
神護景雲元年（767年）に当時の陸奥国最北の城として伊治城が築かれた後に置かれた。郡名として史料に伊治郡と上治郡、出土した漆紙文書に此治城があり、上治は此治の誤字で、此治が伊治と同音異字（「これはる」または「これはり」）とされる。この郡名が後に栗原に変化したと考えられる。
江戸時代には仙台藩領となる。栗原郡は92村を擁する大郡であったため、これを栗原（本栗原）・一迫・二迫・三迫・佐沼の五区に分割した。
| 区分            | 村名 | 所属代官区 | 所轄郡奉行 |
| --------------- | --- | ---------- | ---------- |
| 栗原 （17か村） | 雨生沢村、荒谷村、荻生田村、小林村、川熊村、清滝村、小野村、桜目村、沢田村、清水沢村、高清水村、中村、長岡村、西村、宮沢村、北宮沢村、（栗原）富村 | 田尻代官所 | 北方郡奉行 |
| 一迫 （29か村） | 芋埣村、梅崎村、大川口村、太田村、荻沢村、刈敷村、川口村、狐崎村、清水目村、嶋体村、清水村、曽根村、築館村、照越村、留場村、長崎村、成田村、沼崎村、畑岡村、花山村、堀口村、真坂村、北沢村、嶺崎村、上宮野村、下宮野村、八沢村、八樟村、柳目村、鬼首村 | 宮野代官所 | 中奥郡奉行 |
| 二迫 （14か村） | 姉歯村、泉沢村、稲屋敷村、鶯沢村、片子沢村、栗原村、桜田村、城生野村、梨崎村、菱沼村、文字村、八幡村、渡丸村、（二迫）富村 | 宮野代官所 | 中奥郡奉行 |
| 三迫 （28か村） | 赤児村、有賀村、有壁村、岩崎村、岩ヶ崎村、大林村、大原木村、小堤村、小迫村、片馬合村、金成村、猿飛来村、里谷村、沢辺村、末野村、鳥沢村、中野村、沼倉村、畑村、平形村、深谷村、福岡村、普賢堂村、藤渡戸村、松倉村、武鑓村、若柳村、石越村               | 金成代官所 | 中奥郡奉行 |
| 佐沼 （4か村）  | 北方村、南方村、新田村、藤沢村 | 佐沼代官所 | 中奥郡奉行 |

このうち三迫の有壁村・片馬合村は、延宝9年（1681年）に岩沼藩から移封された田村氏一関藩に分知され、この状態が幕末まで続いた。

### 近代以降の沿革
- 幕末時点では陸奥国に所属していた。「旧高旧領取調帳」に記載されている明治初年時点での支配は以下の通りである。下記のほか、江戸期には真坂村の端郷であった北沢村が独立村として記載されている。（92村）

| 知行 | 知行       | 村数 | 村名 |
| ---- | ---------- | ---- | --- |
| 藩領 | 陸奥仙台藩 | 90村 | 雨生沢村、荒谷村、荻生田村、小林村、川熊村、清滝村、小野村、桜目村、沢田村、清水沢村、高清水村、中村、長岡村、西村、宮沢村、北宮沢村、（栗原）富村、芋埣村、梅崎村、大川口村、太田村、荻沢村、刈敷村、川口村、狐崎村、清水目村、嶋体村、清水村、曽根村、築館村、照越村、留場村、長崎村、成田村、沼崎村、畑岡村、花山村、堀口村、真坂村、嶺崎村、上宮野村、下宮野村、八沢村、八樟村、柳目村、鬼首村、姉歯村、泉沢村、稲屋敷村、鶯沢村、片子沢村、栗原村、桜田村、城生野村、梨崎村、菱沼村、文字村、八幡村、渡丸村、（二迫）富村、赤児村、有賀村、岩崎村、岩ヶ崎村、大林村、大原木村、小堤村、小迫村、金成村、猿飛来村、里谷村、沢辺村、末野村、鳥沢村、中野村、沼倉村、畑村、平形村、深谷村、福岡村、普賢堂村、藤渡戸村、松倉村、武鑓村、若柳村、石越村、北方村、南方村、新田村、藤沢村 |
| 藩領 | 陸奥一関藩 | 2村  | 有壁村、片馬合村 |

- 明治元年
  - 9月24日（1868年11月8日） - 仙台藩主伊達慶邦が薩長軍に降伏。全領土62万石を没収される。
  - 12月7日（1869年1月19日） - 陸奥国が分割され、本郡は陸前国の所属となる。
  - 12月23日（1869年2月4日） - 旧・仙台藩領が宇都宮藩取締地となる。
- 明治2年
  - 1月14日（1869年2月24日） - 戊辰戦争後の処分により一関藩が減封。全域が宇都宮藩取締地となる。
  - 3月22日（1869年5月3日） - 宇都宮藩取締地が栗原県を称する[3]。
  - 8月7日（1869年9月12日） - 栗原郡のうち、栗原・佐沼および一迫のうち17村（梅崎・大川口・太田・荻沢・刈敷・清水・曽根・築館・照越・留場・沼崎・畑岡・堀口・真坂・八沢・八樟・柳目）・三迫のうち2村（石越・若柳）が登米県の管轄となる。
  - 8月12日（1869年9月17日） - 栗原郡のうち、二迫および一迫のうち12村（芋埣・川口・狐崎・清水目・嶋体・長崎・成田・花山・嶺崎・上宮野・下宮野・鬼首）・三迫のうち26村（赤児・有賀・有壁・岩崎・岩ヶ崎・大林・大原木・小堤・小迫・片馬合・金成・猿飛来・里谷・沢辺・末野・鳥沢・中野・沼倉・畑・平形・深谷・福岡・普賢堂・藤渡戸・松倉・武鑓）が胆沢県の管轄となる。
- 明治3年（1870年） - 真坂村端郷の北沢村を独立村として扱う。（93村）
- 明治4年
  - 11月2日（1871年12月13日） - 第1次府県統合により、全域が一関県の管轄となる。
  - 12月13日（1872年1月22日） - 一関県が水沢県に改称。
- 明治5年4月9日（1872年6月10日） - 大区小区制施行。
- 明治8年（1875年）10月17日 - 以下の各村の統合が行われる。（56村）
  - 小山田村 ← 西村、荻生田村
  - 山田村 ← 北宮沢村、雨生沢村
  - 嵯峨村 ← 宮沢村、小林村
  - 大里村 ← （栗原）富村、中村
  - 豊岳村 ← 川熊村、桜目村
  - 太沢村 ← 太田村、八沢村、留場村［横須賀］
  - 白幡村 ← 刈敷村、沼崎村
  - 玉荻村 ← 荻沢村、照越村
  - 姫郷村 ← 堀口村、八樟村
  - 金田村 ← 川口村、清水目村、嶋体村
  - 王沢村 ← 狐崎村、北沢村
  - 駒崎村 ← 中野村、猿飛来村
  - 鳥谷村 ← 鳥沢村、深谷村、里谷村
  - 賢児村 ← 普賢堂村、赤児村
  - 有馬村 ← 有壁村、片馬合村
  - 大岡村 ← 大林村、福岡村
  - 大堤村 ← 大原木村、小堤村
  - 津久毛村 ← 平形村、岩崎村、小迫村
  - 宮野村 ← 上宮野村、下宮野村、留場村［横須賀を除く］
  - 宝来村 ← 芋埣村、泉沢村、嶺崎村、渡丸村
  - 富野村 ← （二迫）富村、城生野村
  - 沢田村が荒谷村に、清水沢村が清滝村に、長岡村が小野村に、曽根村が柳目村に、大川口村が長崎村に、清水村が真坂村に、桜田村が八幡村に、畑村が金成村に、梨崎村が姉歯村に、菱沼村が栗原村に、成田村が築館村にそれぞれ合併。
- 明治9年（1876年）
  - 4月18日 - 第2次府県統合により宮城県の管轄となる。
  - 11月 - 区の再編により、栗原郡は登米郡と共に宮城県第4大区となる。

| 宮城県第4大区（全16小区。栗原郡1～12・登米郡） | 宮城県第4大区（全16小区。栗原郡1～12・登米郡）                                     |
| 小区                                           | 所属村                                                                             |
| ---------------------------------------------- | ---------------------------------------------------------------------------------- |
| 小1区                                          | 清滝村・山田村・荒谷村・小野村・嵯峨村・豊岳村                                     |
| 小2区                                          | 高清水村・小山田村・藤沢村・大里村、南方村の一部〔西郷〕、新田村の一部〔新田上村〕 |
| 小3区                                          | 築館村・玉荻村・太沢村・真坂村・柳目村・姫郷村                                     |
| 小4区                                          | 宮野村・富野村・王沢村・片子沢村・宝来村・姉歯村・栗原村                           |
| 小5区                                          | 長崎村・金田村・花山村・鬼首村                                                     |
| 小6区                                          | 稲屋敷村・八幡村・文字村・鶯沢村                                                   |
| 小7区                                          | 岩ヶ崎村・沼倉村・松倉村・駒崎村・鳥谷村                                           |
| 小8区                                          | 金成村・沢辺村・津久毛村・大堤村・有馬村・賢児村・末野村・藤渡戸村                 |
| 小9区                                          | 梅崎村・白幡村・畑岡村                                                             |
| 小10区                                         | 若柳村・大岡村                                                                     |
| 小11区                                         | 石越村・有賀村・武鑓村                                                             |
| 小12区                                         | 北方村、南方村の一部〔南方〕、新田村の一部〔新田下村〕                             |

- 明治10年（1877年） - 石越村の所属郡が登米郡に変更。（55村）
- 明治11年（1878年）
  - 10月21日 - 郡区町村編制法の宮城県での施行により、行政区画としての栗原郡が発足。郡役所が築館村に設置。
  - 10月29日[4] - 鬼首村の所属郡が玉造郡にそれぞれ変更。（54村）
- 明治12年（1879年） - 北方村・南方村・新田村の所属郡が登米郡に変更。（51村）

### 町村制以降の沿革

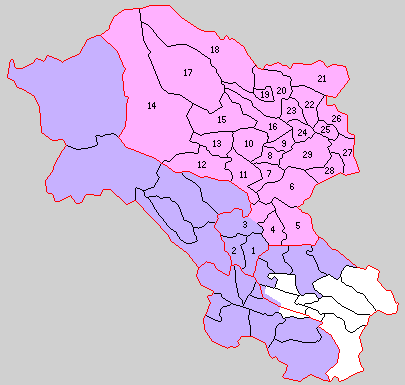
1.長岡村 2.宮沢村 3.清滝村 4.高清水村 5.藤里村 6.玉沢村 7.築館村 8.宮野村 9.富野村 10.姫松村 11.一迫村 12.長崎村 13.金田村 14.花山村 15.鶯沢村 16.尾松村 17.文字村 18.栗駒村 19.岩ヶ崎町 20.鳥矢崎村 21.萩野村 22.金成村 23.津久毛村 24.沢辺村 25.大岡村 26.有賀村 27.若柳町 28.畑岡村 29.志波姫村（紫：大崎市 桃：栗原市）

- 明治22年（1889年）4月1日 - 町村制施行により、以下の町村が発足[5]。特記以外は全域が現・栗原市。（2町27村）

  - 長岡村 ← 荒谷村、小野村（現・大崎市）
  - 宮沢村 ← 嵯峨村、豊岳村（現・大崎市）
  - 清滝村 ← 清滝村、山田村（現・大崎市）、小山田村（現・栗原市）
  - 高清水村（単独村制）
  - 藤里村 ← 藤沢村、大里村
  - 玉沢村 ← 玉荻村、太沢村
  - 築館村、宮野村、富野村（それぞれ単独村制）
  - 姫松村 ← 王沢村、片子沢村、宝来村
  - 一迫村 ← 真坂村、柳目村
  - 長崎村、金田村、花山村、鶯沢村（それぞれ単独村制）
  - 尾松村 ← 稲屋敷村、栗原村、八幡村
  - 文字村（単独村制）
  - 栗駒村 ← 沼倉村、松倉村
  - 岩ヶ崎町（岩ヶ崎村が単独町制）
  - 鳥矢崎村 ← 鳥谷村、駒崎村
  - 萩野村 ← 有馬村、賢児村、末野村、藤渡戸村
  - 金成村（単独村制）
  - 津久毛村 ← 津久毛村、大堤村［大原木］
  - 沢辺村 ← 沢辺村、姉歯村、大堤村［小堤］
  - 大岡村（単独村制）
  - 有賀村 ← 有賀村、武鎗村
  - 若柳町（若柳村が単独町制）
  - 畑岡村（単独村制）
  - 志波姫村 ← 姫郷村、梅崎村、白幡村
- 明治27年（1894年）4月1日 - 郡制を施行。
- 明治29年（1896年）6月30日 - 築館村が町制施行して築館町となる。（3町26村）
- 明治35年（1902年）7月15日 - 高清水村が町制施行して高清水町となる。（4町25村）
- 大正12年（1923年）4月1日 - 郡会が廃止。郡役所は存続。
- 大正12年（1923年）4月10日 - 一迫村が町制施行して一迫町となる。（5町24村）
- 大正15年（1926年）7月1日 - 郡役所が廃止。以降は地域区分名称となる。
- 昭和25年（1950年）
  - 12月15日 - 宮沢村が志田郡古川町に編入。古川町は即日市制施行して古川市となり、志田郡より離脱。（5町23村）
  - 12月16日 - 長岡村が古川市に編入。（5町22村）
- 昭和26年（1951年）
  - 4月1日（7町20村）
    - 鶯沢村が町制施行して鶯沢町となる。
    - 藤里村が町制施行して藤里町となる。

  - 4月2日 - 藤里町が瀬峰町に改称。
- 昭和29年（1954年）
  - 8月10日 - 築館町・玉沢村・富野村・宮野村が合併し、改めて築館町が発足。（7町17村）
  - 10月1日 - 清滝村・志田郡高倉村が古川市へ編入。（7町16村）
  - 12月1日 - 若柳町・有賀村・大岡村・畑岡村が合併し、改めて若柳町が発足。（7町13村）
- 昭和30年（1955年）
  - 1月1日 - 金成村・沢辺村・津久毛村・萩野村が合併して金成町が発足。（8町9村）
  - 4月1日（8町2村）
    - 岩ヶ崎町・栗駒村・尾松村・鳥矢崎村・文字村および姫松村の一部（片子沢・宝来）が合併して栗駒町が発足。
    - 一迫町・金田村・長崎村および姫松村の一部（王沢）が合併し、改めて一迫町が発足。

  - 4月14日 - 高清水町が古川市の一部（小山田）を編入。
- 昭和40年（1965年）1月1日 - 志波姫村が町制施行して志波姫町となる。（9町1村）
- 平成17年（2005年）4月1日 - 一迫町・鶯沢町・金成町・栗駒町・志波姫町・瀬峰町・高清水町・築館町・若柳町・花山村が合併して栗原市が発足。同日栗原郡消滅。

### 変遷表
| 藩政期       | 藩政期              | 明治8年 10月17日 | 明治22年 4月1日 町村制施行 | 明治22年 - 大正15年           | 昭和元年 - 昭和29年                                 | 昭和元年 - 昭和29年        | 昭和30年 - 昭和64年            | 平成元年 - 現在        | 現在   |
| ------------ | ------------------- | ---------------- | -------------------------- | ----------------------------- | --------------------------------------------------- | -------------------------- | ------------------------------ | ---------------------- | ------ |
| 宮沢村       | 宮沢村              | 嵯峨村           | 宮沢村                     | 宮沢村                        | 昭和25年12月15日 志田郡古川町に編入 即日市制 古川市 | 古川市                     | 古川市                         | 平成18年3月31日 大崎市 | 大崎市 |
| 小林村       |                     | 嵯峨村           | 宮沢村                     | 宮沢村                        | 昭和25年12月15日 志田郡古川町に編入 即日市制 古川市 | 古川市                     | 古川市                         | 平成18年3月31日 大崎市 | 大崎市 |
| 桜目村       | 桜目村              | 豊岳村           | 宮沢村                     | 宮沢村                        | 昭和25年12月15日 志田郡古川町に編入 即日市制 古川市 | 古川市                     | 古川市                         | 平成18年3月31日 大崎市 | 大崎市 |
| 川熊村       |                     | 豊岳村           | 宮沢村                     | 宮沢村                        | 昭和25年12月15日 志田郡古川町に編入 即日市制 古川市 | 古川市                     | 古川市                         | 平成18年3月31日 大崎市 | 大崎市 |
| 長岡村       | 長岡村              | 小野村           | 長岡村                     | 長岡村                        | 昭和25年12月16日 古川市に編入                       | 古川市                     | 古川市                         | 平成18年3月31日 大崎市 | 大崎市 |
| 小野村       |                     | 小野村           | 長岡村                     | 長岡村                        | 昭和25年12月16日 古川市に編入                       | 古川市                     | 古川市                         | 平成18年3月31日 大崎市 | 大崎市 |
| 荒谷村       | 荒谷村              | 荒谷村           | 長岡村                     | 長岡村                        | 昭和25年12月16日 古川市に編入                       | 古川市                     | 古川市                         | 平成18年3月31日 大崎市 | 大崎市 |
| 沢田村       |                     | 荒谷村           | 長岡村                     | 長岡村                        | 昭和25年12月16日 古川市に編入                       | 古川市                     | 古川市                         | 平成18年3月31日 大崎市 | 大崎市 |
| 清滝村       | 清滝村              | 清滝村           | 清滝村                     | 清滝村                        | 昭和29年10月1日 古川市に編入                        | 古川市                     | 古川市                         | 平成18年3月31日 大崎市 | 大崎市 |
| 清水沢村     |                     | 清滝村           | 清滝村                     | 清滝村                        | 昭和29年10月1日 古川市に編入                        | 古川市                     | 古川市                         | 平成18年3月31日 大崎市 | 大崎市 |
| 雨生沢村     | 雨生沢村            | 山田村           | 清滝村                     | 清滝村                        | 昭和29年10月1日 古川市に編入                        | 古川市                     | 古川市                         | 平成18年3月31日 大崎市 | 大崎市 |
| 北宮沢村     |                     | 山田村           | 清滝村                     | 清滝村                        | 昭和29年10月1日 古川市に編入                        | 古川市                     | 古川市                         | 平成18年3月31日 大崎市 | 大崎市 |
| 荻生田村     | 荻生田村            | 小山田村         | 清滝村                     | 清滝村                        | 昭和29年10月1日 古川市に編入                        | 古川市                     | 昭和30年4月14日 高清水町に編入 | 平成17年4月1日 栗原市  | 栗原市 |
| 西村         |                     | 小山田村         | 清滝村                     | 清滝村                        | 昭和29年10月1日 古川市に編入                        | 古川市                     | 昭和30年4月14日 高清水町に編入 | 平成17年4月1日 栗原市  | 栗原市 |
| 高清水村     | 高清水村            | 高清水村         | 高清水村                   | 明治35年7月15日 町制 高清水町 | 高清水町                                            | 高清水町                   | 高清水町                       | 平成17年4月1日 栗原市  | 栗原市 |
| 築館村       | 築館村              | 築館村           | 築館村                     | 明治29年6月30日 町制 築館町   | 昭和29年8月10日 築館町                              | 昭和29年8月10日 築館町     | 築館町                         | 平成17年4月1日 栗原市  | 栗原市 |
| 成田村       |                     | 築館村           | 築館村                     | 明治29年6月30日 町制 築館町   | 昭和29年8月10日 築館町                              | 昭和29年8月10日 築館町     | 築館町                         | 平成17年4月1日 栗原市  | 栗原市 |
| 照越村       | 照越村              | 玉荻村           | 玉沢村                     | 玉沢村                        | 昭和29年8月10日 築館町                              | 昭和29年8月10日 築館町     | 築館町                         | 平成17年4月1日 栗原市  | 栗原市 |
| 荻沢村       |                     | 玉荻村           | 玉沢村                     | 玉沢村                        | 昭和29年8月10日 築館町                              | 昭和29年8月10日 築館町     | 築館町                         | 平成17年4月1日 栗原市  | 栗原市 |
| 太田村       | 太田村              | 太沢村           | 玉沢村                     | 玉沢村                        | 昭和29年8月10日 築館町                              | 昭和29年8月10日 築館町     | 築館町                         | 平成17年4月1日 栗原市  | 栗原市 |
| 八沢村       |                     | 太沢村           | 玉沢村                     | 玉沢村                        | 昭和29年8月10日 築館町                              | 昭和29年8月10日 築館町     | 築館町                         | 平成17年4月1日 栗原市  | 栗原市 |
| 留場村       | （横須賀）          | 太沢村           | 玉沢村                     | 玉沢村                        | 昭和29年8月10日 築館町                              | 昭和29年8月10日 築館町     | 築館町                         | 平成17年4月1日 栗原市  | 栗原市 |
| 留場村       | （その他）          | 宮野村           | 宮野村                     | 宮野村                        | 昭和29年8月10日 築館町                              | 昭和29年8月10日 築館町     | 築館町                         | 平成17年4月1日 栗原市  | 栗原市 |
| 上宮野村     |                     | 宮野村           | 宮野村                     | 宮野村                        | 昭和29年8月10日 築館町                              | 昭和29年8月10日 築館町     | 築館町                         | 平成17年4月1日 栗原市  | 栗原市 |
| 下宮野村     |                     | 宮野村           | 宮野村                     | 宮野村                        | 昭和29年8月10日 築館町                              | 昭和29年8月10日 築館町     | 築館町                         | 平成17年4月1日 栗原市  | 栗原市 |
| （二迫）富村 | （二迫）富村        | 富野村           | 富野村                     | 富野村                        | 昭和29年8月10日 築館町                              | 昭和29年8月10日 築館町     | 築館町                         | 平成17年4月1日 栗原市  | 栗原市 |
| 城生野村     |                     | 富野村           | 富野村                     | 富野村                        | 昭和29年8月10日 築館町                              | 昭和29年8月10日 築館町     | 築館町                         | 平成17年4月1日 栗原市  | 栗原市 |
| 若柳村       | 若柳村              | 若柳村           | 若柳町                     | 若柳町                        | 昭和29年12月1日 若柳町                              | 昭和29年12月1日 若柳町     | 若柳町                         | 平成17年4月1日 栗原市  | 栗原市 |
| 有賀村       | 有賀村              | 有賀村           | 有賀村                     | 有賀村                        | 昭和29年12月1日 若柳町                              | 昭和29年12月1日 若柳町     | 若柳町                         | 平成17年4月1日 栗原市  | 栗原市 |
| 武鑓村       | 武鑓村              | 武鑓村           | 有賀村                     | 有賀村                        | 昭和29年12月1日 若柳町                              | 昭和29年12月1日 若柳町     | 若柳町                         | 平成17年4月1日 栗原市  | 栗原市 |
| 大林村       | 大林村              | 大岡村           | 大岡村                     | 大岡村                        | 昭和29年12月1日 若柳町                              | 昭和29年12月1日 若柳町     | 若柳町                         | 平成17年4月1日 栗原市  | 栗原市 |
| 福岡村       |                     | 大岡村           | 大岡村                     | 大岡村                        | 昭和29年12月1日 若柳町                              | 昭和29年12月1日 若柳町     | 若柳町                         | 平成17年4月1日 栗原市  | 栗原市 |
| 畑岡村       | 畑岡村              | 畑岡村           | 畑岡村                     | 畑岡村                        | 昭和29年12月1日 若柳町                              | 昭和29年12月1日 若柳町     | 若柳町                         | 平成17年4月1日 栗原市  | 栗原市 |
| 沼倉村       | 沼倉村              | 沼倉村           | 栗駒村                     | 栗駒村                        | 栗駒村                                              | 栗駒村                     | 昭和30年4月1日 栗駒町          | 平成17年4月1日 栗原市  | 栗原市 |
| 松倉村       | 松倉村              | 松倉村           | 栗駒村                     | 栗駒村                        | 栗駒村                                              | 栗駒村                     | 昭和30年4月1日 栗駒町          | 平成17年4月1日 栗原市  | 栗原市 |
| 岩ヶ崎村     | 岩ヶ崎村            | 岩ヶ崎村         | 岩ヶ崎町                   | 岩ヶ崎町                      | 岩ヶ崎町                                            | 岩ヶ崎町                   | 昭和30年4月1日 栗駒町          | 平成17年4月1日 栗原市  | 栗原市 |
| 栗原村       | 栗原村              | 栗原村           | 尾松村                     | 尾松村                        | 尾松村                                              | 尾松村                     | 昭和30年4月1日 栗駒町          | 平成17年4月1日 栗原市  | 栗原市 |
| 菱沼村       |                     | 栗原村           | 尾松村                     | 尾松村                        | 尾松村                                              | 尾松村                     | 昭和30年4月1日 栗駒町          | 平成17年4月1日 栗原市  | 栗原市 |
| 八幡村       | 八幡村              | 八幡村           | 尾松村                     | 尾松村                        | 尾松村                                              | 尾松村                     | 昭和30年4月1日 栗駒町          | 平成17年4月1日 栗原市  | 栗原市 |
| 桜田村       |                     | 八幡村           | 尾松村                     | 尾松村                        | 尾松村                                              | 尾松村                     | 昭和30年4月1日 栗駒町          | 平成17年4月1日 栗原市  | 栗原市 |
| 稲屋敷村     | 稲屋敷村            | 稲屋敷村         | 尾松村                     | 尾松村                        | 尾松村                                              | 尾松村                     | 昭和30年4月1日 栗駒町          | 平成17年4月1日 栗原市  | 栗原市 |
| 鳥沢村       | 鳥沢村              | 鳥谷村           | 鳥矢崎村                   | 鳥矢崎村                      | 鳥矢崎村                                            | 鳥矢崎村                   | 昭和30年4月1日 栗駒町          | 平成17年4月1日 栗原市  | 栗原市 |
| 里谷村       |                     | 鳥谷村           | 鳥矢崎村                   | 鳥矢崎村                      | 鳥矢崎村                                            | 鳥矢崎村                   | 昭和30年4月1日 栗駒町          | 平成17年4月1日 栗原市  | 栗原市 |
| 深谷村       |                     | 鳥谷村           | 鳥矢崎村                   | 鳥矢崎村                      | 鳥矢崎村                                            | 鳥矢崎村                   | 昭和30年4月1日 栗駒町          | 平成17年4月1日 栗原市  | 栗原市 |
| 猿飛来村     | 猿飛来村            | 駒崎村           | 鳥矢崎村                   | 鳥矢崎村                      | 鳥矢崎村                                            | 鳥矢崎村                   | 昭和30年4月1日 栗駒町          | 平成17年4月1日 栗原市  | 栗原市 |
| 中野村       |                     | 駒崎村           | 鳥矢崎村                   | 鳥矢崎村                      | 鳥矢崎村                                            | 鳥矢崎村                   | 昭和30年4月1日 栗駒町          | 平成17年4月1日 栗原市  | 栗原市 |
| 文字村       | 文字村              | 文字村           | 文字村                     | 文字村                        | 文字村                                              | 文字村                     | 昭和30年4月1日 栗駒町          | 平成17年4月1日 栗原市  | 栗原市 |
| 泉沢村       | 泉沢村              | 宝来村           | 姫松村                     | 姫松村                        | 姫松村                                              | 姫松村                     | 昭和30年4月1日 栗駒町          | 平成17年4月1日 栗原市  | 栗原市 |
| 芋埣村       |                     | 宝来村           | 姫松村                     | 姫松村                        | 姫松村                                              | 姫松村                     | 昭和30年4月1日 栗駒町          | 平成17年4月1日 栗原市  | 栗原市 |
| 嶺崎村       |                     | 宝来村           | 姫松村                     | 姫松村                        | 姫松村                                              | 姫松村                     | 昭和30年4月1日 栗駒町          | 平成17年4月1日 栗原市  | 栗原市 |
| 渡丸村       |                     | 宝来村           | 姫松村                     | 姫松村                        | 姫松村                                              | 姫松村                     | 昭和30年4月1日 栗駒町          | 平成17年4月1日 栗原市  | 栗原市 |
| 片子沢村     | 片子沢村            | 片子沢村         | 姫松村                     | 姫松村                        | 姫松村                                              | 姫松村                     | 昭和30年4月1日 栗駒町          | 平成17年4月1日 栗原市  | 栗原市 |
| 狐崎村       | 狐崎村              | 王沢村           | 姫松村                     | 姫松村                        | 姫松村                                              | 姫松村                     | 昭和30年4月1日 一迫町          | 平成17年4月1日 栗原市  | 栗原市 |
| 真坂村       | 明治3年 分立 北沢村 | 王沢村           | 姫松村                     | 姫松村                        | 姫松村                                              | 姫松村                     | 昭和30年4月1日 一迫町          | 平成17年4月1日 栗原市  | 栗原市 |
| 真坂村       | 真坂村              | 真坂村           | 一迫村                     | 大正12年4月10日 町制 一迫町   | 一迫町                                              | 一迫町                     | 昭和30年4月1日 一迫町          | 平成17年4月1日 栗原市  | 栗原市 |
| 清水村       |                     | 真坂村           | 一迫村                     | 大正12年4月10日 町制 一迫町   | 一迫町                                              | 一迫町                     | 昭和30年4月1日 一迫町          | 平成17年4月1日 栗原市  | 栗原市 |
| 柳目村       | 柳目村              | 柳目村           | 一迫村                     | 大正12年4月10日 町制 一迫町   | 一迫町                                              | 一迫町                     | 昭和30年4月1日 一迫町          | 平成17年4月1日 栗原市  | 栗原市 |
| 曽根村       |                     | 柳目村           | 一迫村                     | 大正12年4月10日 町制 一迫町   | 一迫町                                              | 一迫町                     | 昭和30年4月1日 一迫町          | 平成17年4月1日 栗原市  | 栗原市 |
| 長崎村       | 長崎村              | 長崎村           | 長崎村                     | 長崎村                        | 長崎村                                              | 長崎村                     | 昭和30年4月1日 一迫町          | 平成17年4月1日 栗原市  | 栗原市 |
| 大川口村     |                     | 長崎村           | 長崎村                     | 長崎村                        | 長崎村                                              | 長崎村                     | 昭和30年4月1日 一迫町          | 平成17年4月1日 栗原市  | 栗原市 |
| 川口村       | 川口村              | 金田村           | 金田村                     | 金田村                        | 金田村                                              | 金田村                     | 昭和30年4月1日 一迫町          | 平成17年4月1日 栗原市  | 栗原市 |
| 清水目村     |                     | 金田村           | 金田村                     | 金田村                        | 金田村                                              | 金田村                     | 昭和30年4月1日 一迫町          | 平成17年4月1日 栗原市  | 栗原市 |
| 嶋体村       |                     | 金田村           | 金田村                     | 金田村                        | 金田村                                              | 金田村                     | 昭和30年4月1日 一迫町          | 平成17年4月1日 栗原市  | 栗原市 |
| 鶯沢村       | 鶯沢村              | 鶯沢村           | 鶯沢村                     | 鶯沢村                        | 昭和26年4月1日 町制 鶯沢町                          | 昭和26年4月1日 町制 鶯沢町 | 鶯沢町                         | 平成17年4月1日 栗原市  | 栗原市 |
| 藤沢村       | 藤沢村              | 藤沢村           | 藤里村                     | 藤里村                        | 昭和26年4月1日 町制 藤里町                          | 昭和26年4月2日 改称 瀬峰町 | 瀬峰町                         | 平成17年4月1日 栗原市  | 栗原市 |
| 中村         | 中村                | 大里村           | 藤里村                     | 藤里村                        | 昭和26年4月1日 町制 藤里町                          | 昭和26年4月2日 改称 瀬峰町 | 瀬峰町                         | 平成17年4月1日 栗原市  | 栗原市 |
| （栗原）富村 |                     | 大里村           | 藤里村                     | 藤里村                        | 昭和26年4月1日 町制 藤里町                          | 昭和26年4月2日 改称 瀬峰町 | 瀬峰町                         | 平成17年4月1日 栗原市  | 栗原市 |
| 金成村       | 金成村              | 金成村           | 金成村                     | 金成村                        | 金成村                                              | 金成村                     | 昭和30年1月1日 金成町          | 平成17年4月1日 栗原市  | 栗原市 |
| 畑村         |                     | 金成村           | 金成村                     | 金成村                        | 金成村                                              | 金成村                     | 昭和30年1月1日 金成町          | 平成17年4月1日 栗原市  | 栗原市 |
| 有壁村       | 有壁村              | 有馬村           | 萩野村                     | 萩野村                        | 萩野村                                              | 萩野村                     | 昭和30年1月1日 金成町          | 平成17年4月1日 栗原市  | 栗原市 |
| 片馬合村     |                     | 有馬村           | 萩野村                     | 萩野村                        | 萩野村                                              | 萩野村                     | 昭和30年1月1日 金成町          | 平成17年4月1日 栗原市  | 栗原市 |
| 普賢堂村     | 普賢堂村            | 賢児村           | 萩野村                     | 萩野村                        | 萩野村                                              | 萩野村                     | 昭和30年1月1日 金成町          | 平成17年4月1日 栗原市  | 栗原市 |
| 赤児村       |                     | 賢児村           | 萩野村                     | 萩野村                        | 萩野村                                              | 萩野村                     | 昭和30年1月1日 金成町          | 平成17年4月1日 栗原市  | 栗原市 |
| 末野村       | 末野村              | 末野村           | 萩野村                     | 萩野村                        | 萩野村                                              | 萩野村                     | 昭和30年1月1日 金成町          | 平成17年4月1日 栗原市  | 栗原市 |
| 藤渡戸村     | 藤渡戸村            | 藤渡戸村         | 萩野村                     | 萩野村                        | 萩野村                                              | 萩野村                     | 昭和30年1月1日 金成町          | 平成17年4月1日 栗原市  | 栗原市 |
| 岩崎村       | 岩崎村              | 津久毛村         | 津久毛村                   | 津久毛村                      | 津久毛村                                            | 津久毛村                   | 昭和30年1月1日 金成町          | 平成17年4月1日 栗原市  | 栗原市 |
| 小迫村       |                     | 津久毛村         | 津久毛村                   | 津久毛村                      | 津久毛村                                            | 津久毛村                   | 昭和30年1月1日 金成町          | 平成17年4月1日 栗原市  | 栗原市 |
| 平形村       |                     | 津久毛村         | 津久毛村                   | 津久毛村                      | 津久毛村                                            | 津久毛村                   | 昭和30年1月1日 金成町          | 平成17年4月1日 栗原市  | 栗原市 |
| 大原木村     | 大原木村            | 大堤村           | 津久毛村                   | 津久毛村                      | 津久毛村                                            | 津久毛村                   | 昭和30年1月1日 金成町          | 平成17年4月1日 栗原市  | 栗原市 |
| 小堤村       | 小堤村              | 大堤村           | 沢辺村                     | 沢辺村                        | 沢辺村                                              | 沢辺村                     | 昭和30年1月1日 金成町          | 平成17年4月1日 栗原市  | 栗原市 |
| 沢辺村       | 沢辺村              | 沢辺村           | 沢辺村                     | 沢辺村                        | 沢辺村                                              | 沢辺村                     | 昭和30年1月1日 金成町          | 平成17年4月1日 栗原市  | 栗原市 |
| 姉歯村       | 姉歯村              | 姉歯村           | 沢辺村                     | 沢辺村                        | 沢辺村                                              | 沢辺村                     | 昭和30年1月1日 金成町          | 平成17年4月1日 栗原市  | 栗原市 |
| 梨崎村       |                     | 姉歯村           | 沢辺村                     | 沢辺村                        | 沢辺村                                              | 沢辺村                     | 昭和30年1月1日 金成町          | 平成17年4月1日 栗原市  | 栗原市 |
| 堀口村       | 堀口村              | 姫郷村           | 志波姫村                   | 志波姫村                      | 志波姫村                                            | 志波姫村                   | 昭和40年1月1日 町制 志波姫町   | 平成17年4月1日 栗原市  | 栗原市 |
| 八樟村       |                     | 姫郷村           | 志波姫村                   | 志波姫村                      | 志波姫村                                            | 志波姫村                   | 昭和40年1月1日 町制 志波姫町   | 平成17年4月1日 栗原市  | 栗原市 |
| 沼崎村       | 沼崎村              | 白幡村           | 志波姫村                   | 志波姫村                      | 志波姫村                                            | 志波姫村                   | 昭和40年1月1日 町制 志波姫町   | 平成17年4月1日 栗原市  | 栗原市 |
| 刈敷村       |                     | 白幡村           | 志波姫村                   | 志波姫村                      | 志波姫村                                            | 志波姫村                   | 昭和40年1月1日 町制 志波姫町   | 平成17年4月1日 栗原市  | 栗原市 |
| 梅崎村       | 梅崎村              | 梅崎村           | 志波姫村                   | 志波姫村                      | 志波姫村                                            | 志波姫村                   | 昭和40年1月1日 町制 志波姫町   | 平成17年4月1日 栗原市  | 栗原市 |
| 花山村       | 花山村              | 花山村           | 花山村                     | 花山村                        | 花山村                                              | 花山村                     | 花山村                         | 平成17年4月1日 栗原市  | 栗原市 |

## 行政
歴代郡長
| 代 | 氏名         | 就任年月日                | 退任年月日                | 備考                   |
| -- | ------------ | ------------------------- | ------------------------- | ---------------------- |
| 1  | 入間川重遠   | 明治11年（1878年）        |                           |                        |
| 2  | 熱海孫十郎   | 明治16年（1883年）2月     |                           |                        |
| 3  | 遠藤信道     | 明治19年（1886年）12月1日 |                           |                        |
| 4  | 林通故       | 明治21年（1888年）        |                           |                        |
| 5  | 林信         | 明治24年（1891年）12月    |                           | 任期途中で郡制施行     |
| 6  | 八乙女盛次   | 明治31年（1898年）12月    | 明治35年（1902年）9月2日  |                        |
| 7  | 辰野宗治     | 明治35年（1902年）9月2日  |                           |                        |
| 8  | 伊藤近春     | 大正元年（1912年）10月    |                           |                        |
| 9  | 本田龍助     | 大正2年（1913年）8月      |                           |                        |
| 10 | 山口政次     | 大正3年（1914年）12月28日 |                           |                        |
| 11 | 永井準一郎   | 大正6年（1917年）10月10日 |                           |                        |
| 12 | 本田龍助     | 大正8年（1919年）6月      |                           | 再任                   |
| 13 | 清野喜左衛門 | 大正9年（1920年）7月      |                           |                        |
| 14 | 内田左平     | 大正11年（1922年）4月     |                           |                        |
| 15 | 佐藤静治     | 大正12年（1923年）2月     |                           | 任期途中で郡会廃止     |
| 16 | 細川荒雄     | 大正12年（1923年）7月     |                           |                        |
| 17 | 中島霊円     | 大正13年（1924年）10月    | 大正15年（1926年）6月30日 | 郡役所廃止により、廃官 |